# WrestleMania XX
WrestleMania XX è stata la ventesima edizione dell'omonimo pay-per-view, prodotto dalla World Wrestling Entertainment.
L'evento si è svolto il 14 marzo 2004 al Madison Square Garden di New York. L'evento ha visto coinvolti atleti sia del roster di Raw che di SmackDown!. WrestleMania XX è stata la terza WrestleMania a essersi svolta nel Madison Square Garden, dopo WrestleMania I e WrestleMania X e la quarta delle cinque WrestleMania nell'area metropolitana di New York (insieme alle edizione I, 2, X e 29). La tagline era "Where it all Begins... Again" ("Dove tutto ha inizio... Di nuovo"), mentre le colonne sonore sono state Step Up dei Drowning Pool, e Touché dei Godsmack.
Il match principale dell'evento, per quanto riguarda il roster di Raw, fu il triple threat match per il World Heavyweight Championship tra il campione Triple H e gli sfidanti Shawn Michaels e Chris Benoit, vinto da quest'ultimo dopo aver fatto cedere Triple H alla Crippler Crossface. Il match principale per quanto riguarda il roster di SmackDown!, fu quello per il WWE Championship tra il campione Eddie Guerrero e Kurt Angle, vinto da Guerrero dopo uno small package. L'evento ha visto anche il ritorno di The Undertaker che sconfisse Kane dopo l'esecuzione della Tombstone Piledriver. John Cena ha compiuto il suo debutto sconfiggendo Big Show per conquistare il suo primo titolo, lo United States Championship. All'interno della card ci è stato anche il match tra Goldberg e Brock Lesnar con Steve Austin nel ruolo di arbitro speciale. Dopo aver vinto il match con il Jackhammer, sia Goldberg che Lesnar furono colpiti da Steve Austin con la Stone Cold Stunner.
La vendita dei biglietti raggiunse i 2.401.000 di dollari, la più alta somma mai totalizzata da un evento organizzato dalla WWE al Madison Square Garden. All'arena si registrò il tutto esaurito, con più di 20.000 persone provenienti da 48 Stati federati americani e 16 paesi di tutto il mondo. l'evento generò una valutazione di 13.5 milioni di attività economica per la città di New York.
Sul WWE Network il vero finale di questa Wrestlemania, non è disponibile; il finale mostrava Chris Benoit, sua moglie Nancy Benoit e i loro figli celebrare la vittoria sul ring, ma in seguito alle vicende del 2007 riguardanti Benoit, questo spezzone finale è stato rimosse. L'unico modo per riuscire a vedere questo finale su un prodotto ufficiale WWE, avere in possesso un DVD o una VHS del Pay Per View rilasciata prima del 2007.

## Storyline
La faida principale del roster di Raw fu quella per il World Heavyweight Championship tra il campione Triple H e gli sfidanti Shawn Michaels e Chris Benoit. Nella puntata di Raw del 29 dicembre 2003, Shawn Michaels sfidò Triple H in un incontro valevole per il World Heavyweight Championship nella sua città natale San Antonio. Inizialmente, Michaels vinse il titolo, dopo il general manager di Raw, Eric Bischoff disse che durante il conteggio sia le spalle di Michaels che quelle di Triple H erano a terra e decretò il match in un pareggio, di conseguenza Triple H mantenne il titolo. Alla Royal Rumble, Triple H e Shawn Michaels si affrontarono ancora una volta in un Last Man Standing match per il titolo, che si concluse in un altro pareggio e Triple H rimase campione. Nella stessa sera, Chris Benoit vinse il Royal Rumble match dopo aver eliminato per ultimo Big Show. La notte seguente a Raw, Michaels e Triple H ebbero un confronto fino all'arrivo dello "sceriffo" di Raw, Steve Austin il quale stabilì che Michaels avrebbe avuto una rivincita per aver fatto "rispettare la legge" e che il vincitore della Royal Rumble non aveva ancora scelto su quale titolo puntare. Benoit, all'epoca appartenente nel roster di SmackDown!, fece il suo arrivo nel ring e sfidò Triple H per il World Heavyweight Championship a WrestleMania XX. Nella puntata di Raw del 9 febbraio, ci fu la firma del contratto tra Benoit e Triple H. Dopo la firma, Shawn Michaels arrivò nel ring e disse a Benoit di rispettare la sua vittoria alla Royal Rumble e gli suggerì di rimanere a SmackDown! per gli affari suoi. Benoit rifiutò e subì un Sweet Chin Music da Michaels, il quale firmò il contratto per il match di WrestleMania. Dopo aver disputato un match che si concluse senza un vincitore a causa dell'interferenza di Triple H la settimana seguente, Austin annunciò che Triple H avrebbe difeso il World Heavyweight Championship contro Benoit e Michaels in un triple threat match a WrestleMania.
La faida principale del roster di SmackDown! fu quella per il WWE Championship tra il campione Eddie Guerrero e lo sfidante Kurt Angle. Nella puntata di SmackDown! del 29 gennaio, Eddie Guerrero vinse una 15-man royal rumble match dopo aver eliminato per ultimo Kurt Angle, ottenendo un'opportunità per il WWE Championship. A No Way Out, Kurt Angle sconfisse Big Show e John Cena in un triple threat match per guadagnare un'opportunità titolata per il WWE Championship a WrestleMania XX, mentre Eddie Guerrero sconfisse Brock Lesnar conquistando il WWE Championship. Nella puntata di SmackDown! del 19 febbraio, Angle fece da arbitro speciale nel match tra Eddie e suo nipote Chavo. Quando Eddie schienò Chavo, Angle interruppe il conteggio e voltò le spalle a Latino Heat. Nella puntata successiva di SmackDown!, Guerrero cercò di vendicarsi cercando Angle, quando vide Angle spinse il general manager Paul Heyman e la sua assistente Dawn Marie e venne scortato fuori dalla sicurezza su ordine di Heyman. Guerrero era in programma per disputare un tag team match insieme a John Cena contro Chavo Guerrero e Big Show, a causa del suo allontanamento dall'arena venne sostituito da Rey Mysterio. Più tardi in quella serata, Angle apparve e disse di aver attaccato Guerrero per i fan e per la WWE e definì Guerrero un ex drogato che non era in grado di rappresentare SmackDown! come campione WWE. Guerrero tornò nell'arena e attaccò Angle e successivamente venne arrestato per ordine di Paul Heyman. Nella puntata di SmackDown! del 4 marzo, durante il match tra Guerrero e Heyman, Angle interferì e colpì Guerrero fino a quando quest'ultimo reagì sputando a Angle. Guerrero implorò Angle di colpirlo con il WWE Championship, Angle prese il titolo e lo colpì per poi alzare la cintura in segno di vittoria.
La rivalità successiva di WrestleMania fu "interpromozionale", in quanto un wrestler di Raw affrontare un wrestler di SmackDown!, fu quella tra Kane e The Undertaker. Alle Survivor Series, The Undertaker affrontò Mr. McMahon in un Buried Alive match, Kane seppellì The Undertaker, uccidendolo apparentemente. Nella puntata di SmackDown! del 20 novembre, apparve e elogiò suo fratello, affermando che The Undertaker non era più suo fratello ed era morto molto tempo prima. Kane fu ricompensato ricevendo un'opportunità titolata per il World Heavyweight Championship a Armageddon in un triple threat match vinto da Triple H che incluse anche Goldberg. Due mesi più tardi, Kane partecip al Royal Rumble match e fu eliminato da Booker T dopo aver sentito il rintocco di campana della vecchia musica d'entrata di The Undertaker. Nelle settimane successive, Kane continuò a dire che The Undertaker era "morto". Nella puntata di Raw prima di WrestleMania XX, Kane apparve nel ring e vide una bara vuota all'interno di esso, per poi aprirla e trovare un'urna. Kane disse che l'eredità, la striscia di vittoria a WrestleMania e la vita di The Undertaker avrebbero avuto una fine e di non aver paura di The Undertaker. Successivamente, le luci si spensero e il ring si sollevò da terra con Kane in piedi su di esso e apparve un messaggio di The Undertaker prima del loro match di WrestleMania XX.
La seconda rivalità interpromozionale fu quella tra Brock Lesnar e Goldberg. Nella puntata di Raw del 26 gennaio, Goldberg arrivò nel ring e chiese un match contro Brock Lesnar, con il quale ebbe dei problemi nei due mesi precedenti. La notte precedente, Goldberg partecipò al Royal Rumble match, permettendo a Lesnar (in quel periodo WWE Champion) di attaccarlo con la F-5 e essere eliminato da Kurt Angle. La settimana successiva a Raw, di conseguenza lo sceriffo Steve Austin diede a Goldberg l'opportunità di presenziare a No Way Out. A No Way Out, Goldberg fu visto arrivare nell'arena ma venne scortato fuori dal ring dalla sicurezza. Successivamente, l'allora general manager di SmackDown! Paul Heyman fece un segmento nel quale elogiò SmackDown! definendolo superiore a Raw. Lesnar arrivò nel ring per promuovere il suo match e insultare Goldberg. Goldberg scavalcò le transenne e salì nel ring, dove Lesnar eseguì un running shoulder block sullo stomaco di Goldberg, ma in seguito quest'ultimo reagì eseguendo su Lesnar il Jackhammer e venne scortato fuori dall'edificio dalla sicurezza. Durante la difesa titolata di Lesnar contro Eddie Guerrero nella stessa sera, Goldberg tornò nell'arena e colpì Lesnar con una spear, che causò la perdita del titolo a Lesnar dopo essere stato colpito da Guerrero con il frog splash. Nella puntata di Raw del 23 febbraio, Mr. McMahon indisse un match interpromozionale tra Lesnar e Goldberg per WrestleMania XX con Steve Austin nel ruolo di arbitro speciale. Durante il match tra McMahon e Eric Bischoff, Lesnar apparve eseguendo una F-5 ai danni di Steve Austin e rubò l'ATV. Alcuni giorni più tardi a SmackDown!, Lesnar disse di essere apparso a Raw per vendicarsi nei confronti di Austin per aver dato il biglietto e la prima fila a Goldberg a No Way Out. Dietro le quinte, era noto che sarebbe stato l'ultimo incontro di Goldberg in WWE. Una settimana prima di WrestleMania, girarono voci che fosse l'ultimo incontro di Lesnar per iniziare una carriera nella National Football League. Nella puntata di SmackDown! prima di WrestleMania, Steve Austin apparve per riprendersi il suo ATV e attaccò Lesnar con alcuni pugni per poi colpirlo con la Stone Cold Stunner.
Un'altra rivalità predominante fu quella tra Mick Foley e Randy Orton. Nel giugno del 2003, dopo essere stata celebrata la cerimonia in onore di Foley per i suoi riconoscimenti, Orton e Ric Flair lo attaccarono nel backstage e lo gettarono da una rampa di scale. Nel dicembre del 2003, Foley tornò sostituendo Steve Austin come co-general manager di Raw e si diede un'opportunità titolata all'Intercontinental Championship di Orton, ma abbandonò il match e non affrontò Orton nemmeno dopo aver subìto uno sputo da Orton. Nel gennaio del 2004, un furioso Austin dichiarò che Foley avrebbe preso parte al Royal Rumble match, nel quale si autoeliminò insieme a Orton. In seguito, Foley si riunì con The Rock riformando la Rock 'n' Sock Connection sfidando Orton, Batista e Flair in un handicap match a WrestleMania.
La terza rivalità interpromozionale fu quella tra la coppia di SmackDown! formata da Torrie Wilson e Sable, che avevano recentemente posato per Playboy, contro quella di Raw formata da Stacy Keibler e Miss Jackie, le quali protestarono riguardo alla decisione di Hugh Hefner per non averle scelte.

## Evento

### Match preliminari
| Ruolo:         | Nome:                                    |
| -------------- | ---------------------------------------- |
| Commentatori   | Michael Cole (SmackDownǃ)                |
| Commentatori   | Tazz (SmackDown!)                        |
| Commentatori   | Jerry Lawler (Raw)                       |
| Commentatori   | Jim Ross (Raw)                           |
| Commentatori   | Carlos Cabrera (lingua spagnola)         |
| Commentatori   | Hugo Savinovich (lingua spagnola)        |
| Intervistatori | Lilián García                            |
| Annunciatori   | Tony Chimel (SmackDownǃ)                 |
| Annunciatori   | Howard Finkel (Raw)                      |
| Arbitri        | Nick Patrick (SmackDown!)                |
| Arbitri        | Jim Korderas (SmackDown!)                |
| Arbitri        | Brian Hebner (SmackDown!)                |
| Arbitri        | Charles Robinson (SmackDown!)            |
| Arbitri        | Chad Patton (Raw)                        |
| Arbitri        | Earl Hebner (Raw)                        |
| Arbitri        | Mike Chioda (Raw)                        |
| Arbitri        | Jack Doan (Raw)                          |
| Arbitri        | Tim White (Raw)                          |
| Arbitri        | Steve Austin (Goldberg vs. Brock Lesnar) |

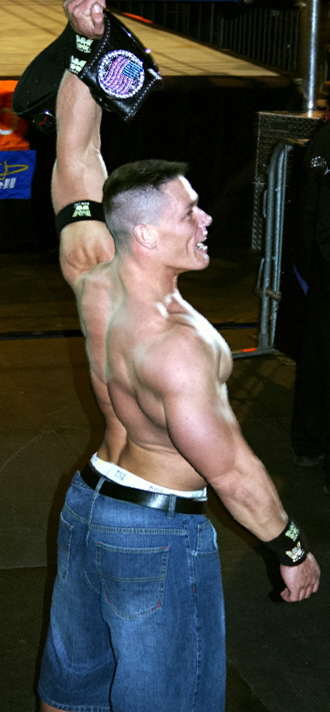
John Cena, che affrontò Big Show per lo United States Championship.

L'evento fu introdotto dall'esibizione dei Boys Choir of Harlem cantando America the Beautiful.
Il primo match ad andare in onda fu quello per lo United States Championship tra il campione Big Show e lo sfidante John Cena. Il match iniziò con l'attacco di Big Show ai danni di Cena. Cena eseguì una F-U e ottenne un conto di due. Successivamente, Cena prese la sua catena e provò ad attaccare Big Show, tuttavia l'arbitro vide la catena e gliela tolse poiché era illegale nella contesa. Mentre l'arbitro era distratto, Cena colpì Show con una specie di tirapugni ed eseguì un'altra F-U per vincere il match e titolo.
Il match successivo fu il Fatal 4-Way Tag Team match per il World Tag Team Championship che vide contrapposti i campioni Booker T e Rob Van Dam contro i Dudley Boyz (Bubba Ray Dudley e D-Von Dudley), Garrison Cade e Mark Jindrak e La Résistance (René Duprée e Rob Conway). Il match vide azioni rapide da tutte le coppie, e si concluse quando Conway venne schienato da Van Dam dopo lo Scissors Kick eseguito da Booker T e il Five-Star Frog Splash di Van Dam, che gli permise di mantenere il titolo.
Il terzo match fu tra Christian e Chris Jericho. Christian vinse il match dopo che Jericho fu attaccato da Trish Stratus, permettendo a Christian di eseguire lo schienamento vincente. Dopo il match, la Stratus voltò le spalle a Jericho e lo schiaffeggiò diverse volte per permettere poi a Christian di colpirlo con l'Unprettier.
Il match che seguì fu il 3-on-2 Handicap match tra l'Evolution (Batista, Randy Orton e Ric Flair) e la Rock 'n' Sock Connection (Mick Foley e The Rock). L'evolution vinse l'incontro quando Orton schienò Foley dopo l'esecuzione dell'RKO.
Prima dello svolgimento del match seguente, "Mean" Gene Okerlund introdusse la Hall of Fame del 2004.
Il quinto match della serata fu il Playboy Evening Gown match tra la coppia formata da Sable e Torrie Wilson contro quella formata da Stacy Keibler e Miss Jackie. Torrie e Sable vinsero il match dopo lo schienamento della Wilson ai danni di Jackie.
Il match seguente fu il Cruiserweight Open per il Cruiserweight Championship. Ad iniziare la contesa furono Último Dragón e Shannon Moore, che eliminò quest'ultimo con uno schienamento dopo averlo colpito con il Dragon-DDT. Dragon fu eliminato da Jamie Noble dopo aver ceduto alla Dragon Sleeper, Noble eliminò Funaki in otto secondi. Il prossimo ad entrare fu Nunzio che venne eliminato per count-out. Billy Kidman eliminò Noble in seguito all'esecuzione della BK-Bomb dalla terza corda e venne successivamente eliminato da Rey Mysterio dopo aver subìto una powerbomb modificata dalla terza corda. Successivamente, fu la volta di Tajiri che venne eliminato da Mysterio dopo un West Coast Pop. Akio fu il prossimo partecipante ma non fu in grado di combattere a causa dell'attacco di Tajiri con il green mist. Il campione Chavo Guerrero, entrò per ultimo e vinse il match schienando Mysterio con un Sunset Flip e l'aiuto del padre Chavo Classic, mantenedo il titolo.
Il settimo match fu tra Brock Lesnar e Goldberg con Steve Austin nel ruolo di arbitro speciale. La contesa iniziò con un faccia a faccia per alcuni minuti. Il fatto che entrambi avrebbero abbandonato la WWE immediatamente dopo il match, generò un forte heat del pubblico nei confronti di Lesnar e Goldberg accompagnato dai cori "You sold out", "Na Na Na Hey Hey Goodbye", "Austin", "This match sucks", "We want Bret", "Boring", "Goldberg sucks" e "Hogan". Goldberg eseguì la spear su Lesnar che ottenne un conto di due e a sua volta Lesnar colpì Goldberg con la F-5 e ottenne anch'egli un conto due. Successivamente, Goldberg contrattaccò Lesnar con un'altra spear e il Jackhammer per la vittoria. Dopo il match, Lesnar rispose mostrando il dito medio al pubblico e Austin. Austin colpì sia Lesnar che Goldberg con la Stone Cold Stunner e celebrò nel ring.
Il match seguì fu il secondo Fatal 4-Way Tag Team match della serata, stavolta per il WWE Tag Team Championship, tra la coppia campione formata da Rikishi e Scotty 2 Hotty, gli APA (Bradshaw e Faarooq), i Basham Brothers (Doug e Danny) e il The World's Greatest Tag Team (Charlie Haas e Shelton Benjamin). Rikishi e Scotty mantennero il titolo dopo lo schienamento di Rikishi su Doug Basham preceduto da un Banzai Drop.
Il nono match fu l'Hair vs. Title match per il Women's Championship tra la campionessa Victoria e Molly Holly. Victoria contrattaccò un tentativo di Widow's Peak in un backslide pin per vincere il match e mantenere il Women's Championship. Molly Holly cercò di andare nel backstage ma venne fermata da Victoria, la quale le rase la testa.

### Main Events
Il main event di Smackdown, fu quello valevole per il WWE Championship tra il campione Eddie Guerrero e lo sfidante Kurt Angle. Guerrero trasformò un tentativo di Angle Slam da parte dell'avversario in una Tornado DDT eseguendo poi il Frog splash su Angle, che gli valse un conto di due; a quel punto Angle applicò l'Ankle lock sul campione, ma Guerrero riuscì a liberarsi dalla presa riuscendo a far finire Angle fuori dal ring per poi slacciarsi uno stivale. Angle tornò nel ring e tentò di applicare la presa ancora una volta, ma Guerrero si liberò proprio sfruttando l'espediente dello stivale slacciato per divincolarsi e far perdere la presa sulla sua caviglia ad Angle, sorprendendolo poi con un roll-up che gli permise di prevalere sullo sfidante e mantenere il titolo.
Il main event interpromozionale fu invece quello tra The Undertaker (appartenente al roster di SmackDown!) e Kane (appartenente al roster di Raw). Dopo la sua entrata, Kane guardò verso la rampa d'ingresso dicendo: "You're not coming back tonight. You're not coming back, I buried you alive." ("Non tornerai stasera. Non tornerai, ti ho sepolto vivo.") Dopo ciò, le luci si spensero e Paul Bearer, ex manager di The Undertaker e padre di Kane nella storyline, esclamò "oh yes!" ("oh si!"). Bearer portò con sé l'urna e guidò un gruppo di druidi, che cantarono e portarono delle torce. Dopo aver composto la loro formazione in cima alla rampa d'ingresso, Bearer camminò fino a bordo ring e si girò verso Kane esclamando "my son...you're no son of mine." ("figliolo...non sei mio figlio"). Bearer si voltò poi verso la rampa d'ingresso e alzò l'urna. The Undertaker entrò nell'arena come "Deadman", indossando un lungo mantello nero e cappello. Prima dell'inizio del match, un Kane visibilmente scioccato, iniziò a urlare verso The Undertaker, esclamando "I killed you!" ("Ti ho ucciso"), "I buried you alive" ("Ti ho sepolto vivo") e "You're not real" ("Non sei vero"), mentre The Undertaker continuò a guardarlo. Kane si avvicino lentamente a The Undertaker per toccarlo, che in tutta risposta lo colpì con una serie di pugni e il match iniziò. I due continuarono a combattere fino all'esecuzione della Chokeslam da parte di Kane su The Undertaker. Undertaker eseguì una Chokeslam e il Tombstone Piledriver vincendo il match e rimanere imbattuto a WrestleMania con un record di 12-0.
Il main event di Raw, nonché finale dell'evento, fu il Triple Threat match per il World Heavyweight Championship tra il campione Triple H, Chris Benoit e Shawn Michaels. Benoit prese presto il controllo del match dopo aver applicato la Crippler Crossface su Michaels. Mentre Michaels era sottomesso alla presa, Triple H intervenne attaccando sia Benoit che Michaels. Triple H e Michaels eseguirono un suplex ai danni di Benoit sul tavolo dei commentatori. Successivamente, i due continuarono a combattere fino all'esecuzione del Pedigree su Michaels e tentò lo schienamento, interrotto da Benoit. Michaels tentò di colpire Benoit con la Sweet Chin Music, ma quest'ultimo la contrattaccò gettandolo fuori dal ring. Triple H tentò l'esecuzione del Pedigree su Benoit, che fu trasformata nella Crippler Crossface, la quale costrinse Triple H alla resa e Benoit vinse il titolo. Dopo il match, Eddie Guerrero arrivò sul ring e abbracciò Benoit chiudendo l'evento.

## Conseguenze
Nonostante gli sforzi della WWE nel promuovere la sfida tra Brock Lesnar e Goldberg, alcuni critici espressero il loro disappunto riguardo al match, molti fan all'interno del Madison Square Garden fischiarono entrambi i wrestler e acclamarono solo Steve Austin, in quanto sia Lesnar che Goldberg avrebbero abbandonato la WWE dopo WrestleMania, Goldberg non rinnovò il contratto, e Lesnar decise di giocare nella NFL. Goldberg tornò in WWE nel 2016 e riaccese la rivalità con Lesnar, che era tornato dal 2012. I due si affrontarono alle Survivor Series, dove Goldberg sconfisse Lesnar dopo l'esecuzione di due spear e il Jackhammer in un 1 minuto e 26 secondi. L'ultimo match tra i due si svolse a WrestleMania 33, dove Lesnar sconfisse Goldberg per vincere l'Universal Championship e concludere la rivalità.
A Backlash, in origine il main event fu tra Chris Benoit e Shawn Michaels per il World Heavyweight Championship. Triple H sembrò essere fuori da giochi a causa del draft che si svolse otto giorni dopo WrestleMania per essere spostato a SmackDown!. Subito dopo il draft, Triple H tornò a Raw, e il 29 marzo chiese che il match a Backlash fosse tra lui e Benoit per il World Heavyweight Championship. Il general manager di Raw Eric Bischoff piacque l'idea del match, ma concluse dicendo di avere promesso a Michaels un'opportunità per il titolo mondiale a Backlash. Per risolvere il problema, Bischoff organizzò un triple threat match tra Benoit, Michaels e Triple H come main event di Backlash. A Backlash, Benoit vinse il match dopo aver costretto Michaels a cedere alla Sharpshooter. Benoit mantenne il titolo fino ad agosto, perdendolo contro Randy Orton a SummerSlam.
La rivalità tra Kurt Angle e Eddie Guerrero continuò. Dopo WrestleMania, Angle subì un'operazione al collo e restò per un po' fuori dalle scene. Per coprire ciò in storyline, Angle fu nominato general manager di SmackDown! dopo che il general manager precedente Paul Heyman venne spostato a Raw e non decise di lavorare con il suo rivale Eric Bischoff. Il 15 aprile nella storyline, i legittimi problemi al collo di Angle si aggravarono, in seguito a una Chokeslam di Big Show su Angle da un'altezza di 7 metri che lo paralizzò e lo costrinse alla sedia a rotelle. Big Show era infatti arrabbiato con Angle dopo che quest'ultimo gli aveva fatto affrontare Eddie Guerrero con la promessa che se non avesse vinto si sarebbe ritirato dalla WWE. Quando Show perse contro Guerrero, se la prese dunque con Angle, causandogli un infortunio (sempre secondo la storyline) e costringendolo su una sedia a rotelle. Guerrero riuscì a mantenere il titolo mondiale WWE sino a fine giugno, ma a The Great American Bash, John "Bradshaw" Layfield riuscì a sottrargli la cintura in un Texas Bullrope match. Inizialmente sembrava che il match fosse stato vinto da Guerrero, ma il general manager Kurt Angle cambiò l'esito dell'incontro a favore di JBL. Poco dopo The Great American Bash, Angle interferì in un match di Guerrero sotto le spoglie di un wrestler mascherato chiamato "El Gran Luchador", per poi essere smascherato dallo stesso Guerrero. Nella puntata di SmackDown! del 22 luglio, il chairman della WWE Vince McMahon si confrontò con Angle, il quale continuò a usare le stampelle e la sedia a rotelle, chiedendo le sue dimissioni per aver finto il suo infortunio. Angle rifiutò di dare le dimmissioni e McMahon lo licenziò e lo attaccò con una stampella. McMahon vide Angle completamente in forma in quanto riuscì a schivare il suo attacco, lo riassunse come wrestler e gli ordinò di affrontare Guerrero a SummerSlam. All'evento, Angle sconfisse Guerrero dopo averlo costretto a cedere all'Ankle Lock. Alle Survivor Series, la loro rivalità si concluse in un four-on-four traditional survivor series tag team match con il team di Guerrero (composto da Guerrero, Big Show, Rob Van Dam e John Cena) che sconfisse il team di Angle (composto da Angle, Luther Reigns, Mark Jindrak e Carlito).
Dopo WrestleMania XX, Trish Stratus formò un team con Christian e perse contro Chris Jericho in un handicap match a Backlash. Nella divisione delle Divas, Victoria sconfisse Lita mantenendo il Women's Championship nello stesso evento. L'alleanza tra Torrie Wilson e Sable si concluse quando quest'ultima compié un turn heel e iniziò una breve rivalità con la Wilson.
Cactus Jack e Randy Orton continuarono la loro rivalità fino a Backlash in un hardcore match per l'Intercontinental Championship, dove Orton lo sconfisse dopo l'esecuzione dell'RKO.
Dopo WrestleMania, le strade di Kane e The Undertaker si separarono. Prima della fine dell'anno, entrambi ricevettero un'opportunità titolata per il titolo mondiale del loro roster; Kane affrontò Chris Benoit per il World Heavyweight Championship a Bad Blood mentre The Undertaker affrontò JBL per il WWE Championship più volte, l'ultima opportunità la ebbe a Armageddon. Kane spese il resto dell'anno iniziando una rivalità con Matt Hardy, che portò al debutto di Gene Snitsky e iniziò una faida con quest'ultimo.

### Recensioni
WrestleMania XX ricevette critiche positive. Robert Leighty, Jr. di 411mania diede all'evento un voto complessivo di 7.3 e notò che "Questo è uno show molto lungo con molti riempitivi per coinvolgere più persone possibili. I due incontri per i titoli mondiali sono stati fantastici e l'Handicap match è stato incredibile. Ti imbatti in un match forte come quello tra Chris Jericho e Christian, in un'unica risposta del pubblico a Goldberg e Brock Lesnar e hai una WrestleMania forte, non la più grande di sempre ma un buono show".
Il Triple Threat match per il World Heavyweight Championship tra Shawn Michaels, Chris Benoit e Triple H ricevette critiche entusiastiche e fu definito da molti siti come uno dei più grandi match di wrestling di tutti i tempi. Robert Leighty, Jr. di 411mania descrisse l'incontro come "Il più grande Triple Threat match nella storia del wrestling professionistico".

## Risultati
| #  | Incontri | Stipulazioni                                                     | Durata |
| -- | --- | ---------------------------------------------------------------- | ------ |
| 1  | John Cena ha sconfitto Big Show (c)                                                                                               | Single match per il WWE United States Championship               | 09:14  |
| 2  | Booker T e Rob Van Dam (c) hanno sconfitto i Dudley Boyz, Garrison Cade e Mark Jindrak e La Résistance (René Duprée e Rob Conway) | Fatal four-way tag team match per il World Tag Team Championship | 07:51  |
| 3  | Christian ha sconfitto Chris Jericho                                                                                              | Single match                                                     | 15:03  |
| 4  | L'Evolution (Batista, Randy Orton e Ric Flair) ha sconfitto The Rock 'n' Sock Connection                                          | 3-on-2 handicap match                                            | 17:00  |
| 5  | Sable e Torrie Wilson hanno sconfitto Miss Jackie e Stacy Keibler                                                                 | Tag team playboy evening gown match                              | 02:41  |
| 6  | Chavo Guerrero (c) (con Chavo Guerrero Sr.) ha vinto eliminando per ultimo Rey Mysterio                                           | Gauntlet match per il WWE Cruiserweight Championship             | 11:31  |
| 7  | Goldberg ha sconfitto Brock Lesnar                                                                                                | Single match con "Stone Cold" Steve Austin come arbitro speciale | 13:43  |
| 8  | Rikishi e Scotty 2 Hotty (c) hanno sconfitto gli APA, i Basham Brothers e il World's Greatest Tag Team                            | Fatal four-way tag team match per il WWE Tag Team Championship   | 06:08  |
| 9  | Victoria (c) ha sconfitto Molly Holly                                                                                             | Title vs. hair match per il WWE Women's Championship             | 06:49  |
| 10 | Eddie Guerrero (c) ha sconfitto Kurt Angle                                                                                        | Single match per il WWE Championship                             | 21:36  |
| 11 | The Undertaker (con Paul Bearer) ha sconfitto Kane                                                                                | Single match                                                     | 07:47  |
| 12 | Chris Benoit ha sconfitto Triple H (c) e Shawn Michaels                                                                           | Triple threat match per il World Heavyweight Championship        | 24:51  |

### Gauntlet match
| #         | Wrestler       | Eliminato da   |
| --------- | -------------- | -------------- |
| 1°        | Shannon Moore  | Último Dragón  |
| 2°        | Último Dragón  | Jamie Noble    |
| 3°        | Funaki         | Jamie Noble    |
| 4°        | Nunzio         | Jamie Noble    |
| 5°        | Jamie Noble    | Billy Kidman   |
| 6°        | Billy Kidman   | Rey Mysterio   |
| 7°        | Tajiri         | Rey Mysterio   |
| 8°        | Akio           | Tajiri         |
| 9°        | Rey Mysterio   | Chavo Guerrero |
| Vincitore | Chavo Guerrero | —              |

## Altre presenze
| Commentatori - Raw - Jerry "The King" Lawler - Jim Ross - SmackDown! - Michael Cole - Tazz Commentatori spagnoli - Carlos Cabrera - Hugo Savinovich Annunciatori - Howard Finkel - Raw - Tony Chimel - SmackDown! | Arbitri - Raw - Chad Patton - Earl Hebner - Mike Chioda - Tom Prichard - SmackDown! - Brian Hebner - Jim Korderas - Nick Patrick - Charles Robinson Intervistatori - Lilián García |